# Daldinia vanderguchtiae
Daldinia vanderguchtiae är en svampart som beskrevs av M. Stadler, Wollw. & Briegert 2004. Daldinia vanderguchtiae ingår i släktet Daldinia och familjen kolkärnsvampar.   Inga underarter finns listade i Catalogue of Life.